# Musée Cernuschi

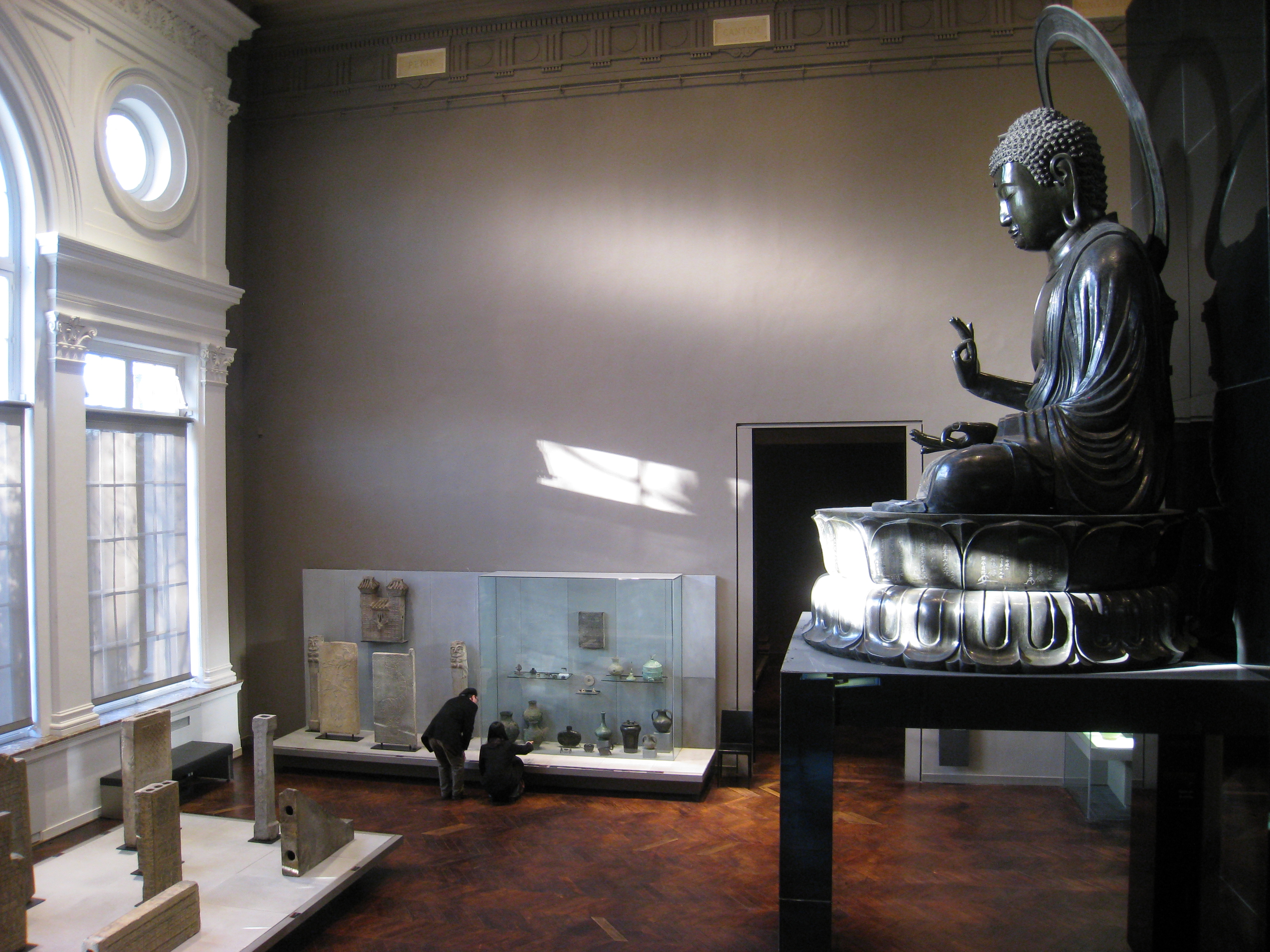
Musée Cernuschi

Musée Cernuschi – paryskie muzeum sztuki azjatyckiej, położone na ulicy Avenue Vélasquez pod numerem 7. W bliskim otoczeniu muzeum znajduje się Park Monceau.
Muzeum zostało założone w 1898 roku przez Henri Cernuschi w niewielkiej kamienicy. Ówcześnie muzeum było drugim najstarszym muzeum sztuki azjatyckiej we Francji oraz piątym założonym muzeum, które w swoich zbiorach miało eksponaty sztuki chińskiej. Muzeum w ciągu lat znacząco się rozrosło zarówno pod względem wielkości, a także liczby posiadanych eksponatów. Początkowo Musée Cernuschi posiadało około 5,000 eksponatów, obecnie ta liczba wzrosła do ponad 12,500 eksponatów. Całkowita powierzchnia muzeum wynosi ponad 3,200 m².
Przez trzy lata muzeum urządzał Polak Edward Goldstein.
Obecnie ponad 900 przedmiotów w muzeum stanowią eksponaty podlegające wystawię. W skład całorocznej wystawy wchodzi m.in. posąg Buddy z Meguro wykonany z brązu w XVIII wieku w Japonii, którą posiadał w kolekcji Henri Cernuschi.
Innymi eksponatami podlegającymi stałej wystawię są:
- Kolekcja archaicznych narzędzi wykonanych w epoce brązu.
- Przedmioty należące do dynastii Han.
- Statuetki oraz posągi pochodzące z dynastii Sui.
- Rzeźby pochodzące z czasów dynastii Tang.
- Ceramika pochodząca z czasów dynastii Song.
- Maski oraz przedmioty wykonane z brązu pochodzące z czasów dynastii Liao.